# Tettigometra eremi
Tettigometra eremi är en insektsart som beskrevs av Lindberg 1948. Tettigometra eremi ingår i släktet Tettigometra och familjen Tettigometridae. Inga underarter finns listade i Catalogue of Life.